# Deda
Deda (Hongaars: Déda) is een comună in het district Mureş, Transsylvanië, Roemenië. Het is opgebouwd uit vier dorpen, namelijk:
- Bistra Mureşului (Hongaars: Dédabisztra)
- Deda (Hongaars: Déda)
- Filea (Hongaars: Füleháza)
- Pietriş (Hongaars: Maroskövesd)

## Ligging
De comună is gelegen aan de voet van het Călimanigebergte, op het punt waar de Mureș een kloof verlaat die begint bij Toplița. De Caselestroom mondt ter hoogte van het het dorp Deda in de Mureș uit. In Deda ligt een belangrijke splitsing van spoorwegen die de lijn van Târgu Mureș verbindt met de lijnen naar Brașov en Dej.

## Geschiedenis
Het dorpje Deda werd het eerst gedocumenteerd in 1393, onder zijn huidige naam.

## Demografie
Volgens de census van 2002 woonden er toen in Deda 4.332 mensen van wie 4.001 (92,36%) Roemenen, 261 (6,02%) Roma, 68 (1,57%) Hongaren en nog 2 mensen van andere nationaliteiten.

## Bekende (ex-)inwoners
- Vasile Netea, schrijver en historicus